# Horní Záhoří (Záhoří)
Horní Záhoří je vesnice, část obce Záhoří v okrese Písek v Jihočeském kraji. Je zde evidováno 103 adres. V roce 2011 zde trvale žilo 429 obyvatel.
Horní Záhoří leží v katastrálním území Horní Záhoří u Písku o rozloze 3,99 km². V katastrálním území Horní Záhoří u Písku leží i Dolní Záhoří.

## Historie
První písemná zmínka o vesnici pochází z roku 1575. Zdejší kostel je však připomínán již v roce 1351.

## Obyvatelstvo
| Rok            | 1869 | 1880 | 1890 | 1900 | 1910 | 1921 | 1930 | 1950 | 1961 | 1970 | 1980 | 1991 | 2001 | 2011 | 2021 |
| -------------- | ---- | ---- | ---- | ---- | ---- | ---- | ---- | ---- | ---- | ---- | ---- | ---- | ---- | ---- | ---- |
| Počet obyvatel | 121  | 122  | 114  | 103  | 131  | 137  | 170  | 158  | 163  | 144  | 349  | 392  | 397  | 429  | 397  |
| Počet domů     | 14   | 14   | 14   | 14   | 15   | 18   | 26   | 36   | 124  | 36   | 72   | 85   | 93   | 97   | 103  |

## Obecní správa
Při sčítání lidu v letech 1850–1879 Horní Záhoří bylo osadou obce Záhoří v okrese Písek. V letech 1880–1959 bylo samostatnou obcí v okrese Písek. Od roku 1960 je opět částí obce Záhoří v okrese Písek. V letech 1880–1959 k obci patřilo Dolní Záhoří.

## Pamětihodnosti
- Kostel svatého Michaela archanděla na návsi je vedený v Seznamu kulturních památek v okrese Písek.
- Vedle kostela se nachází budova fary. Fara je vedená v Seznamu kulturních památek v okrese Písek.
- Výklenková kaple svaté Barbory se nachází před kostelem ve vesnici.[11] Kaple je také vedená v Seznamu kulturních památek v okrese Písek.
- Výklenková kaple za vesnicí u komunikace do Písku vlevo v poli.[11]
- Dvojice křížů na okraji vesnice u příjezdové komunikace směrem od Písku. Jeden z křížů nese dataci 1839.

## Galerie

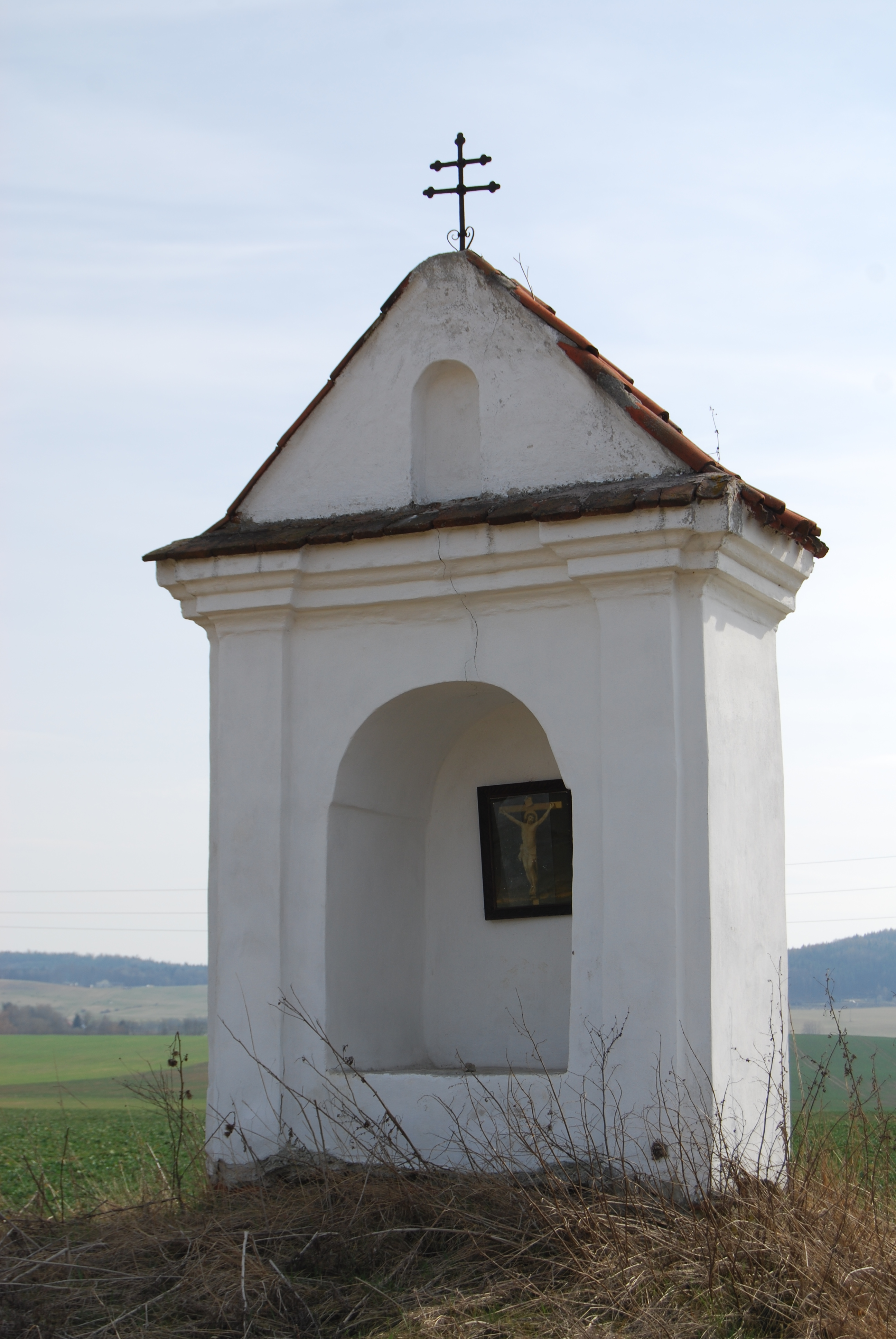
Výklenková kaple v polích před vesnicí
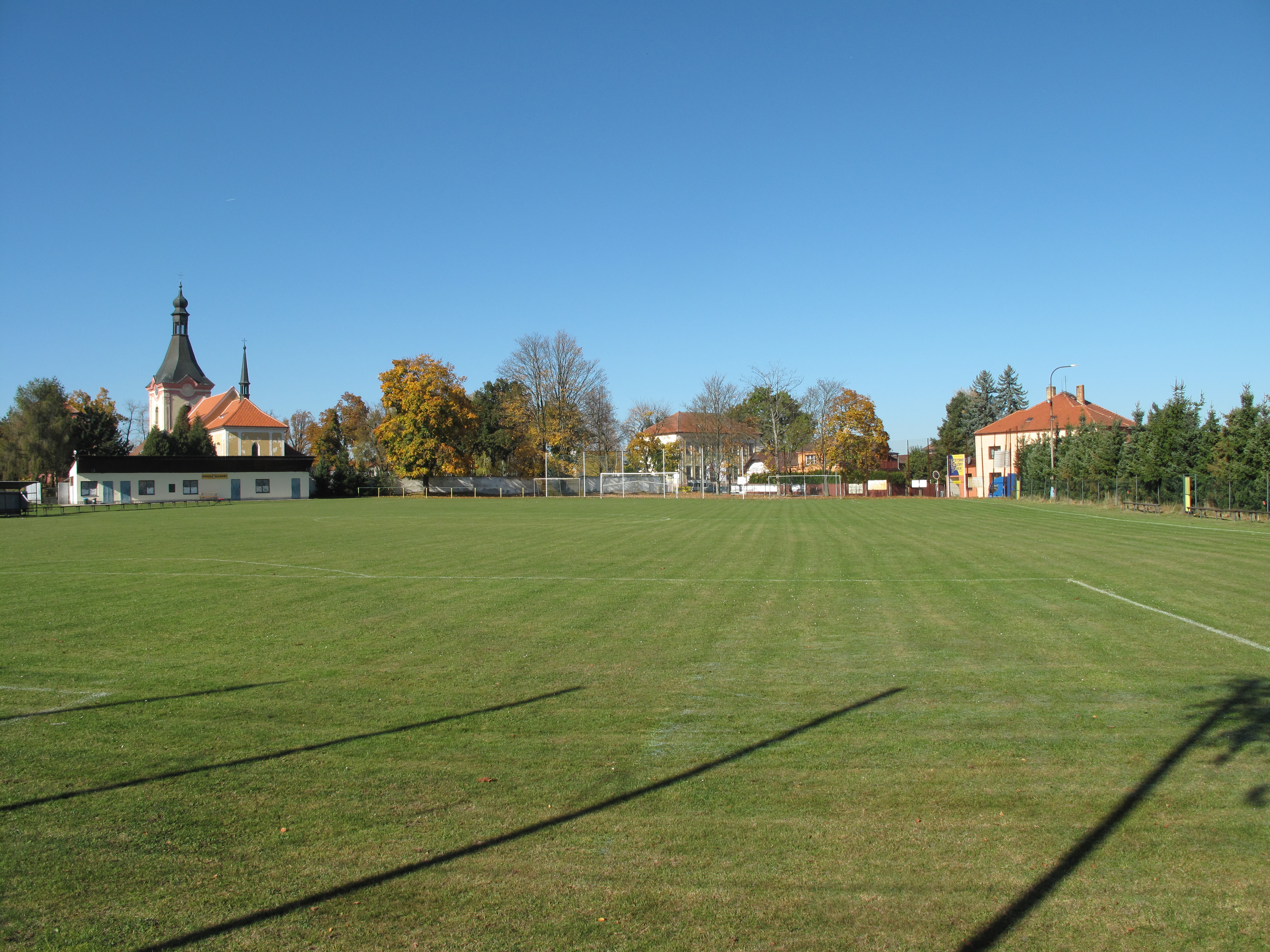
Fotbalové hřiště
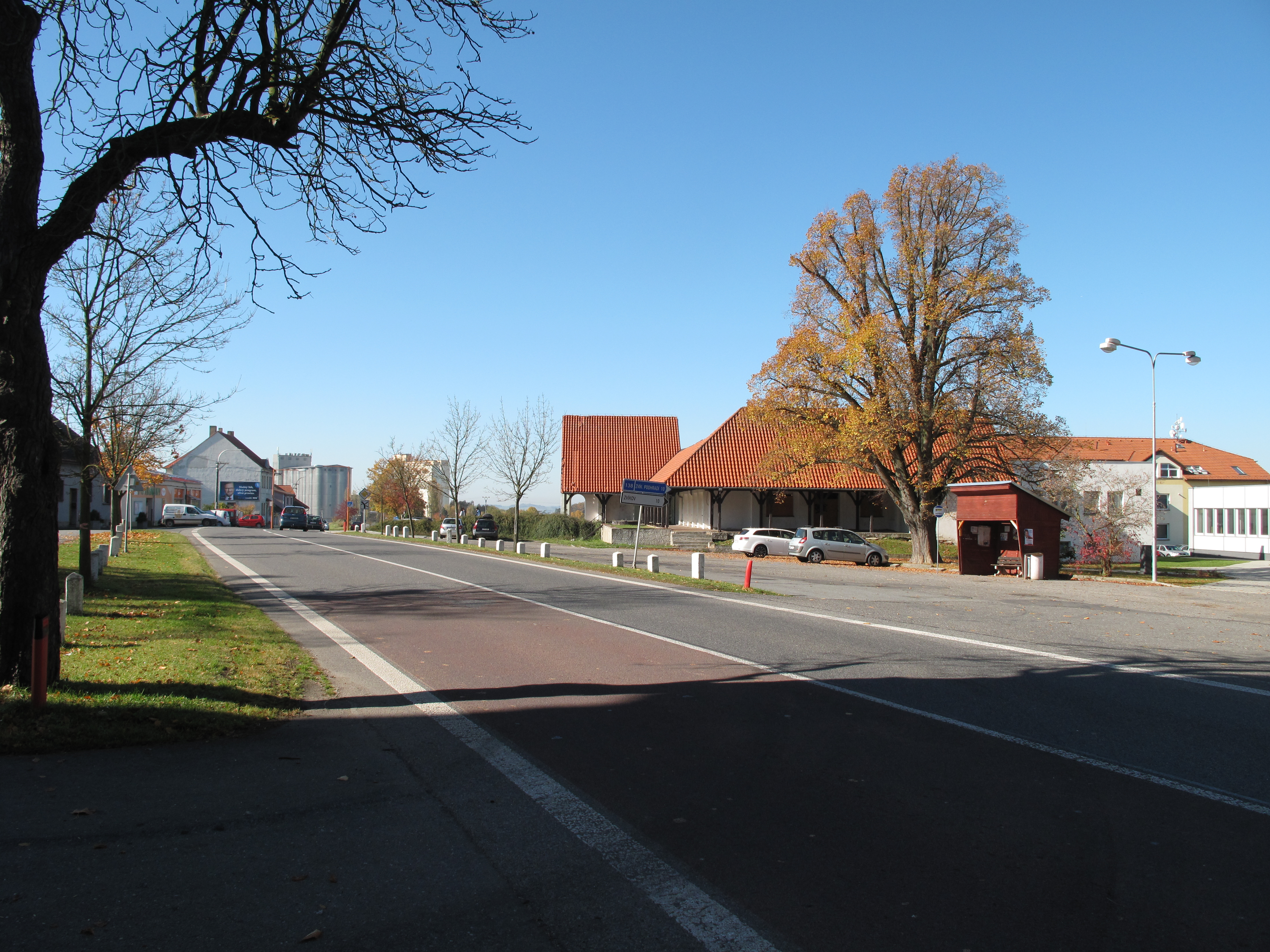
Hlavní silnice
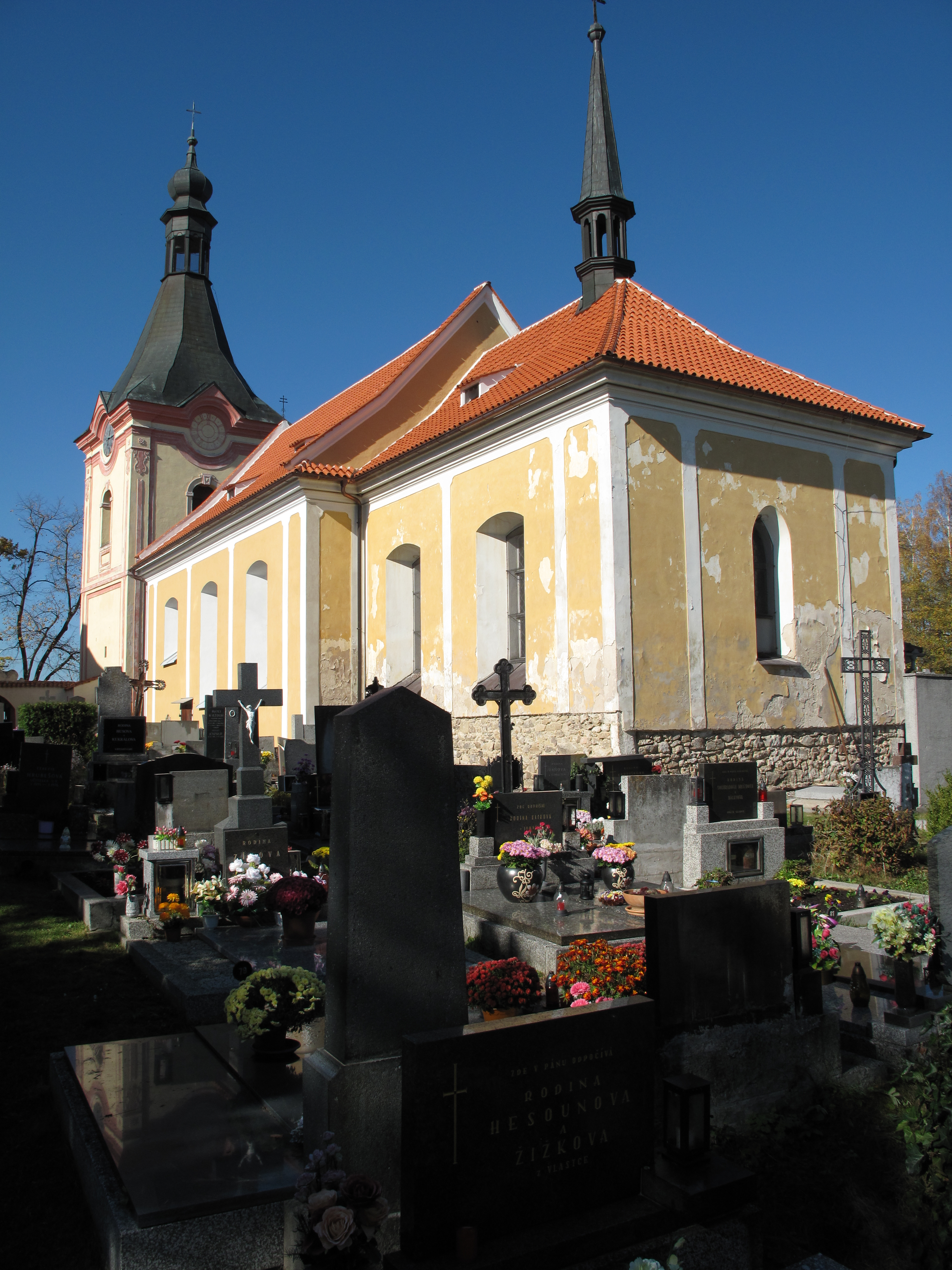
Kostel svatého Michala ze hřbitova